# ВЛ41
ВЛ41 («Владимир Ленин», серия 41) — советский маневровый четырёхосный электровоз переменного тока напряжения 25 кВ, производившийся Днепропетровским электровозостроительным заводом.

## История создания и выпуска
В начале 1960-х годов МПС было принято решение начать постройку маневровых электровозов однофазного тока напряжением 25 кВ для магистральных железных дорог Советского Союза. Строительство таких электровозов было поручено Днепропетровскому электровозостроительному заводу (ДЭВЗ), до этого производившему промышленные электровозы. Проектирование маневровых электровозов на заводе велось и ранее, причём в 1960-х годах планировался уже выпуск четырёх- и шестиосных маневровых электровозов с автономной силовой установкой (дизель-генератором). Однако, чтобы обеспечить безостановочный переход от производства промышленных электровозов к выпуску маневровых было принято решение начать строительство четырёхосного маневрового электровоза переменного тока с игнитронным выпрямителем на базе промышленного электровоза Д100М без автономной силовой установки.
Первый электровоз новой серии, получившей обозначение ВЛ41 (первоначально Д92), был построен в 1963 году. Всего заводом было выпущено 78 электровозов серии ВЛ41 (28 локомотивов в 1963 году и 50 — в 1964 году).

### Модернизации
В 1966 году один электровоз серии ВЛ41 был переоборудован в контактно-аккумуляторный. К электровозу прицепили двухосный тендер с аккумуляторной батареей. Туда же переместили и часть электрооборудования электровоза, что позволило снизить нагрузку на пути. Аккумуляторная батарея могла заряжаться от контактной сети как на стоянках, так и во время движения. При питании ТЭД от батареи электровоз мог работать только в маневровом режиме.
В 1975—1977 годах 13 электровозов серии ВЛ41 были переоборудованы с игнитронных выпрямителей на кремниевые и получили обозначение ВЛ41К.

## Конструкция

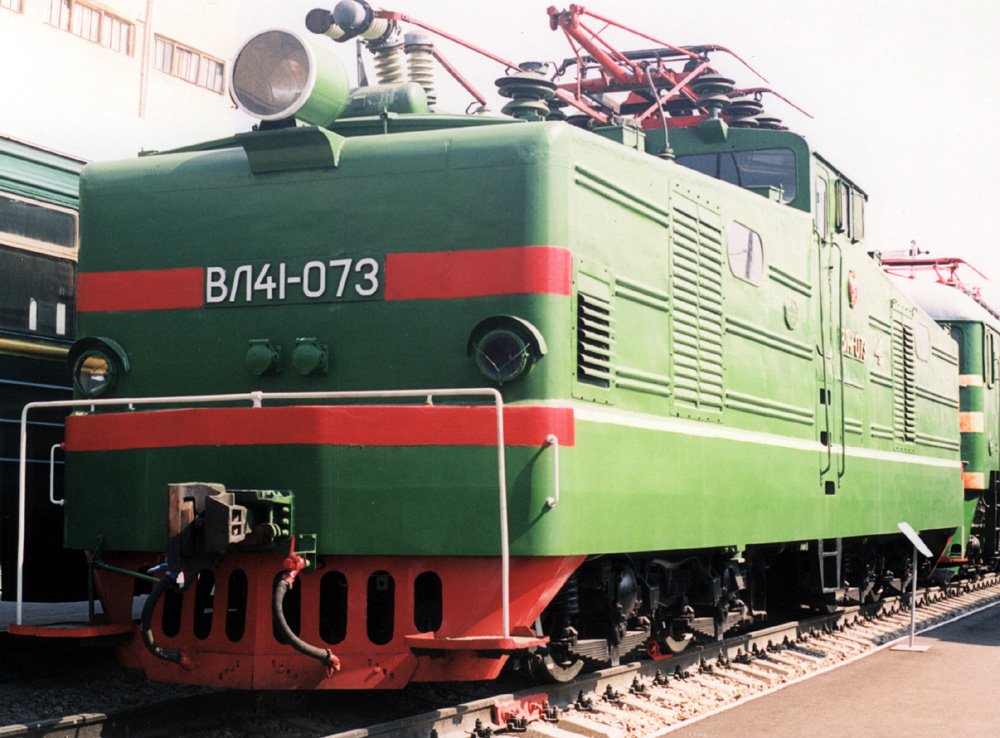
Электровоз ВЛ41-073

Кузов электровоза сварной, цельнометаллический. Буксы бесчелюстные, такие же, как у электровозов ВЛ60. Колёсные пары, тяговые электродвигатели (ТЭД) и зубчатая передача аналогичны электровозу ВЛ8. Для выпрямления тока служили шесть игнитронов, соединённых в две группы по три параллельных в каждой. Схемы цепей управления ТЭД аналогичны электровозу ВЛ60. Масса электровоза — 92 т.
Результаты испытаний показали, что электровоз ВЛ41 хуже воздействует на путь, чем электровозы серии ВЛ80, поэтому по ходу выпуска было принято решение устанавливать пружинные амортизаторы между брусьями тележек и буферным брусом кузова. Однако, это привело к демпфированию и лишь увеличило воздействие локомотива на путь. От амортизаторов пришлось также отказаться и ограничить максимальную скорость локомотива до 70 км/ч (с первоначально установленной 100 км/ч).

## Эксплуатация

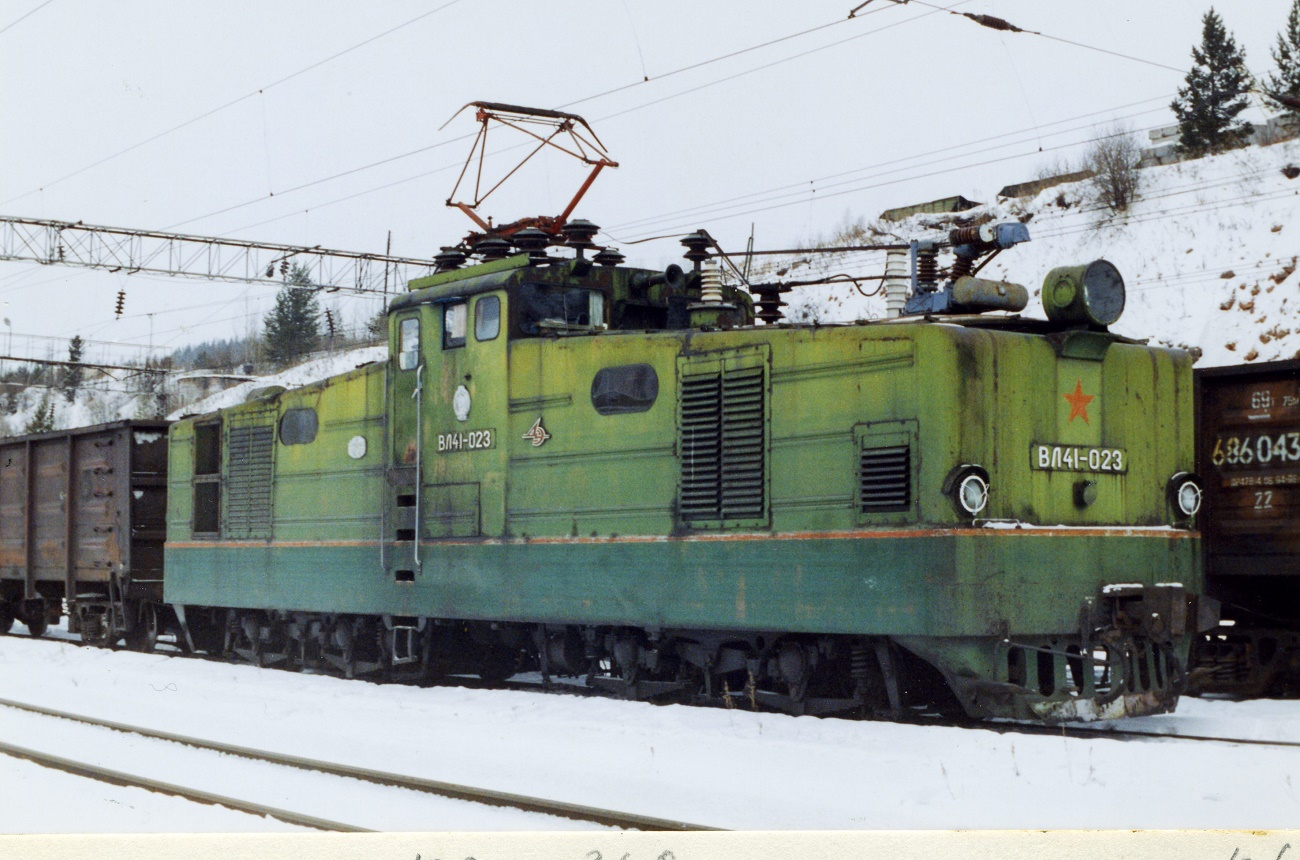
Электровоз ВЛ41-023 с поездом на линии Коршуновского горно-обогатительного комбината

Электровозы серии ВЛ41 поступали для маневровой работы на Восточно-Сибирскую, Горьковскую, Западно-Сибирскую, Московскую, Одесско-Кишинёвскую, Северо-Кавказскую и Юго-Восточную железные дороги. Однако, локомотивы оказались плохо приспособлены для маневровой работы — недостаточный сцепной вес, высокая нагрузка на рельсы, малая сила тяги и максимальная скорость, а также отсутствие контактного провода над некоторыми путями станций сильно ограничивали применение этих электровозов как для маневровой, так и для вывозной работы. Электровозы стали передавать промышленным предприятиям угледобывающей отрасли и на пути электростанций (с заменой обмоток трансформаторов на напряжение 10 кВ). Основная часть локомотивов была исключена из парка МПС уже в 1970—1975 годах. Последние электровозы серии ВЛ41К исключили из инвентаря МПС в 1990 году.
Возможно, переход на строительство на Днепропетровском заводе шестиосных электровозов с автономным дизель-генератором смог бы решить основную массу возникших проблем, однако, проект был остановлен в связи с началом строительства маневровых электровозов постоянного тока с аккумуляторными батареями серии ВЛ26.

## Родственные модели
- Д94 — конструктивно близкий аналог ВЛ41 с массой 94 т на напряжение 10 кВ для промышленных линий;
- Д100 — конструктивно сходный электровоз массой 100 т, также на напряжение 10 кВ.